# Mercedes-Benz type 171
Mercedes-Benz type 171 var en roadster fra bilfabrikanten Mercedes-Benz. Bilen var anden generation af SLK-klassen og efterfølgeren for type 170. Type 171 blev bygget på Mercedes-Benz' fabrik i Bremen og introduceret på det 74. Geneve Motor Show. Salget i Europa startede 27. marts 2004, og 26. marts 2011 blev modellen afløst af type 172. Frem til slutningen af 2009 blev der solgt mere end 220.000 eksemplarer af bilen.

## Motorer
Til motorprogrammet hørte en firecylindret motor (M 271), to V6-motorer (M 272) og en V8-motor (M 113). Ved modelseriens introduktion kunne kun den firecylindrede motor fås. Motoren var på 1,8 liter og blev forsynet med luft ved hjælp af en kompressor. I SLK 350 debuterede den nye generation af V6-motorer, internt betegnet M 272, som igen havde fire ventiler pr. cylinder, og i midten af 2005 fik SLK 280 den nye motor. Topmodellen var AMG med 5,5-liters sugemotor med 265 kW (360 hk). Endnu stærkere var SLK 55 AMG Black Series. Med 294 kW (400 hk) og fast kunststoftag i stedet for vario-tag, var den en konkurrent til BMW Z4 M Coupé.
Type 171 fandtes ikke med dieselmotor. Dog viste Mercedes-Benz i 2005 en prototype med navnet SLK 320 Triturbo. Bilen, som i designet lignede SLK 55 AMG, var udstyret med den dengang nye OM 642-dieselmotor med tre turboladere, hvilket gav motoren en ydelse på 210 kW (286 hk) og et drejningsmoment på 630 Nm. Med et gennemsnitligt brændstofforbrug med 7,5 liter pr. 100 km kunne bilen accelerere fra 0 til 100 km/t på 5,3 sekunder, mens topfarten var elektronisk begrænset til 250 km/t. Det blev dog ved det ene eksemplar.
| Model                   | Cylindre | Slagvolume cm³ | Max. effekt kW (hk) / omdr. | Max. drejningsmoment Nm / omdr. | Motorkode     | 0-100 km/t sek. | Topfart km/t | Byggeår         |
| ----------------------- | -------- | -------------- | --------------------------- | ------------------------------- | ------------- | --------------- | ------------ | --------------- |
| Benzinmotorer           |          |                |                             |                                 |               |                 |              |                 |
| SLK 200 Kompressor      | 4        | 1796           | 120 (163) / 5500            | 240 / 3000 − 4000               | M 271 E 18 ML | 7,9             | 230          | 3/2004 − 3/2008 |
| SLK 200 Kompressor      | 4        | 1796           | 135 (184) / 5500            | 250 / 2800 − 5000               | M 271 E 18 ML | 7,6             | 236          | 4/2008 − 2/2011 |
| SLK 280                 | 6        | 2996           | 170 (231) / 6000            | 300 / 2500 − 5000               | M 272 E 30    | 6,3             | 2501         | 4/2005 − 2/2009 |
| SLK 300                 | 6        | 2996           | 170 (231) / 6000            | 300 / 2500 − 5000               | M 272 E 30    | 6,3             | 2501         | 3/2009 − 2/2011 |
| SLK 350                 | 6        | 3498           | 200 (272) / 6000            | 350 / 2500 − 5000               | M 272 E 35    | 5,6             | 2501         | 6/2004 − 3/2008 |
| SLK 350                 | 6        | 3498           | 224 (305) / 6500            | 360 / 4900                      | M 272 E 35    | 5,4             | 2501         | 4/2008 − 2/2011 |
| SLK 55 AMG              | 8        | 5439           | 265 (360) / 5750            | 510 / 4000                      | M 113 E 55    | 4,9             | 2501         | 9/2004 − 5/2010 |
| SLK 55 AMG Black Series | 8        | 5439           | 294 (400) / 5750            | 520 / 3750                      | M 113 E 55    | 4,5             | 280          | 7/2006 − 3/2008 |

1 Elektronisk begrænset

## Gearkasser
De fire- og sekscylindrede modeller var som standard udstyret med sekstrins manuel gearkasse, men kunne som ekstraudstyr fås med automatgear. Dette havde i firecylindrede modeller seks og i sekscylindrede modeller syv gear. Det syvtrins automatgear 7G-Tronic var monteret som standard i de ottecylindrede modeller. Alle automatgearkasser havde skifteknapper på rattet.

## Facelift
I december 2007 blev den faceliftede version af SLK introduceret. Salget startede i april 2008. Den faceliftede version havde modificerede frontskørter, som skulle virke mere dynamisk, et større, trapezformet udstødningsrør og mørkere baglygter. Motorerne blev tilpasset den nye motorgeneration. Dermed ydede SLK 200 Kompressor 135 kW (184 hk) mod før 120 kW (163 hk). Denne modificerede motor var allerede blevet introduceret i C-, E- og CLK-klasserne. Som den første model fik SLK 350 en ny sportsmotor med 224 kW (305 hk) mod forgængerens 200 kW (272 hk). På mange markeder, som f.eks. USA, blev SLK 280 siden faceliftet solgt under navnet SLK 300, og fra marts 2009 også i Tyskland.
- SLK 200 Kompressor (2008−2011)